# Ludwig-Erhard-Gipfel
Der Ludwig-Erhard-Gipfel ist ein nach dem ehemaligen Wirtschaftsminister und Bundeskanzler benanntes Networking- und Diskussionsforum, welches seit 2014 jährlich von der Weimer Media Group in Gmund am Tegernsee veranstaltet wird. Auf dem mittelalterlichen Gut Kaltenbrunn treffen in diesem Rahmen Vertreter aus Wirtschaft, Politik, Wissenschaft und Medien, der Gipfel versteht sich als Plattform für den Austausch zwischen Entscheidungsträgern. Diskutiert werden zentrale gesellschaftliche, ökonomische und geopolitische Fragen.

## Teilnehmer
Die Teilnahme am Gipfel ist kostenpflichtig. Eine Gebühr für die Teilnahme von etwaigen Partnerunternehmen an Gesprächsrunden wird laut Zeit individuell mit den Veranstaltern ausgehandelt: „Branchenüblich sind (...) Preise zwischen 20.000 und 100.000 Euro – gerne auch mehr, je prominenter die Gesprächsrunden im großen Saal von Politikern besetzt sind.“ Eine Liste der Teilnehmer des Gipfels von 2025 findet sich auf der Website des Forums. Teilnehmende Politiker waren u. a. Friedrich Merz, Markus Söder, Christian Lindner, Hubert Aiwanger, Riccarda Lang, Philipp Amthor, Thorsten Frei und Joachim Gauck. Die Veranstalter sehen den Gipfel als Treffen der politischen Mitte und schließen die Teilnahme von Vertretern der Parteien AfD, BSW und Die Linke aus.

## Sponsoren
Im Jahr 2025 zählten unter anderem die Unternehmen Audi, AVIA, British American Tobacco, die Krypto-App Bitpanda, EY, Roland Berger, Morgan Stanley, J.P. Morgan, die Warburg Bank, Alix Partners sowie Google und McDonalds zu den Sponsoren der Veranstaltung.

## Einschätzungen zum Einfluss
In der Selbstbeschreibung der Weimer Media Group heißt es: „Es ist das Treffen der Meinungsführer Deutschlands, die zu brennenden Themen unserer Zeit interessante Denkansätze und neue Lösungswege finden wollen. Vorstandsvorsitzende großer Konzerne tauschen sich mit Ministern ebenso aus wie die führenden Medienköpfe der Republik mit Wirtschaftsforschern.“ Medien bezeichneten das Treffen unter anderem als „deutsches Davos.“ Nachdem der Veranstalter Wolfram Weimer im Mai 2025 von Friedrich Merz zum Kulturstaatsminister berufen wurde, erschienen mehrere Berichte über die Bedeutung des Gipfels für die Bundesregierung Merz. Christiane Goetz-Weimer nahm dem Münchner Merkur gegenüber in Anspruch: „Wir verstehen uns als Gipfel der bürgerlichen Mitte. Der Ludwig-Erhard-Gipfel ist quasi die Keimzelle der neuen Bundesregierung. Hier, abseits des kalten politischen Berlins, sind sich Lars Klingbeil und Friedrich Merz auf andere Weise begegnet. Es geht bei unserem Gipfel darum, Brücken zu bauen.“
Medial wurden mögliche Interessenskonflikte thematisiert. So wurde etwa darauf hingewiesen, dass Friedrich Merz und Wirtschaftsministerin Katherina Reiche seit Jahren zu den häufigsten Gästen der Veranstaltung zählen. Die Zeit warf dem Ehepaar Weimer vor, den Gipfel zu einem „einträglichen Geschäftsmodell“ gemacht zu haben. Die Süddeutsche Zeitung sprach von einer „Tegernsee-Connection“ und verwies auf die persönlich engen Beziehungen zwischen dem Bundeskanzler und dem Verleger, die beide Immobilien in der Region besitzen.

## Freiheitspreis der Medien
Seit 2017 wird dabei der Freiheitspreis der Medien an Personen vergeben, die sich nach Ansicht der Veranstalter "in besonderer Weise für freie Meinungsäußerung, politischen Dialog und Demokratie einsetzen." Zu den Preisträgern zählen Michail Gorbatschow, Reinhard Marx, Christian Lindner, Jens Weidmann, Jean-Claude-Juncker, Fürst Albert II. von Monaco, Wolodymyr Selenskyj, das Ehepaar Nawalny und Joachim Gauck. Als Begründung für die Preisverleihung an den damaligen österreichischen Bundeskanzler Sebastian Kurz im Jahre 2021 hieß es beispielsweise, Kurz habe sich als europäischer Brückenbauer hervorgetan und es innenpolitisch verstanden, "lange verfeindete politische Lager in unterschiedlichen Regierungskoalitionen demokratisch konstruktiv einzubinden."